# Macrodiplax cora
Macrodiplax cora là loài chuồn chuồn trong họ Libellulidae. Loài này được Kaup in Brauer mô tả khoa học đầu tiên năm 1867.